# Konrad I. (Schlesien)
Konrad I. (* unbekannt; † nach 1178) war Herzog von Schlesien.

## Herkunft
Konrad entstammte der polnischen Herrscherdynastie der Piasten. Sein Vater Wladyslaw II. der Vertriebene († 1159) war Begründer der Linie der schlesischen Piasten. Konrads Mutter war Agnes, Tochter des österreichischen Markgrafen Leopold III. Konrads Brüder waren:
- Boleslaw I. († 1201), Herzog von Schlesien
- Mieszko I., 1163–1177 Herzog von Schlesien; 1177–1211 Herzog von Ratibor; 1202–1211 Herzog von Oppeln; 1210–1211 Seniorherzog von Polen
- Konrads Schwester Richildis war seit 1152 mit König Alfons VII. von Kastilien verheiratet.

## Leben
Konrad wurde wahrscheinlich nach 1146 in Altenburg geboren, wo seine Eltern und Geschwister in der Verbannung lebten. Er wurde von seinen Eltern für die geistliche Laufbahn bestimmt und erhielt seine Erziehung im Kloster Fulda. Sein Vater verstarb 1159 im Exil in Altenburg.
Nachdem der polnische Herzog Bolesław IV. „Kraushaar“ auf Druck des Kaisers Friedrich I. „Barbarossa“ Schlesien 1163 den Söhnen Wladislaws herausgeben musste, blieb der damals vermutlich noch nicht volljährige Konrad im Reich zurück. Seine älteren Brüder Boleslaw und Mieszko nahmen Schlesien in Besitz, das sie zunächst gemeinsam regierten. Nachdem es zwischen diesen beiden Brüdern zu Streitigkeiten gekommen war, wurde das Land 1173 geteilt. Boleslaw als der ältere erhielt Mittel- und Niederschlesien mit den Gebieten von Liegnitz, Breslau und Oppeln. Vermutlich als Konrads Vormund verwaltete er außerdem das Glogauer Gebiet. Mieszko erhielt die oberschlesischen Gebiete von Ratibor und Teschen.
Nachdem die kriegerischen Auseinandersetzungen unter den Brüdern weitergingen, erhielt Konrad erst 1178 durch Vermittlung Kasimirs IV. „des Gerechten“ das Glogauer Gebiet als ein Teil des Herzogtums Schlesien. Da er in den weiteren Machtkämpfen der 1180er Jahre nicht mehr erwähnt wird, ist er vermutlich kurz nach 1178 verstorben.

### Nachbemerkung
Nach der Liste der Herzöge von Schlesien soll Konrad 1181 Domherr in Bamberg sowie Elekt von Bamberg gewesen sein und 1203 vor dem Amtsantritt in Bamberg gestorben sein. Demnach müsste er mit dem Bamberger Bischof Konrad von Ergersheim identisch sein. Aus der unten zitierten Literatur ist dies jedoch nicht ersichtlich.